# Département de Ñorquincó
Le département de Ñorquincó est une des 13 subdivisions de la province de Río Negro, en Argentine. Son chef-lieu est la ville de Ñorquincó.
Le département a une superficie de 8 413 km2.

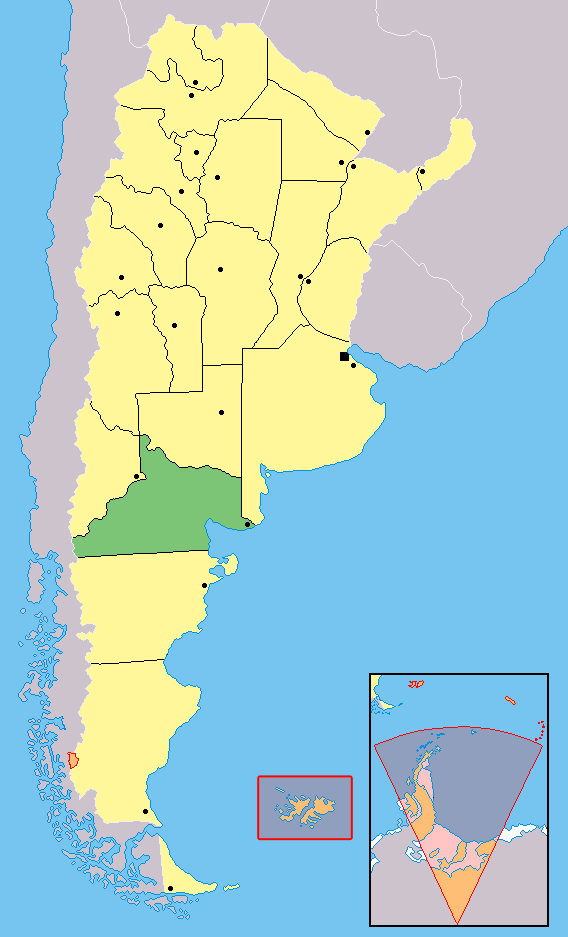
Localisation de la province de Río Negro en Argentine

## Population
Sa population était de 2 079 habitants au recensement de 2001.

## Localités principales
- Ñorquincó
- Río Chico